# Cencio Mantovani
Vincenzo "Cencio" Mantovani, född 17 oktober 1941 i Castel d'Ario, död 21 oktober 1989 i Suzzara, var en italiensk tävlingscyklist.
Mantovani blev olympisk silvermedaljör i lagförföljelse vid sommarspelen 1964 i Tokyo.